# Mordicus (1990)
Pour les articles homonymes, voir Mordicus.
Mordicus est une revue libertaire d'extrème gauche publiée en France de 1990 à 1994.

## Éléments historiques
Fondé en 1990, le journal est publié par le groupe Les Mordicants, réunissant des militants et des écrivains issus de la mouvance autonome et post-situationniste.
Mordicus se veut satirique et subversif. Il vise à une analyse critique de la société, de la culture contemporaines et développe une critique radicale des médias, maniant en permanence la provocation, l'ironie, le canular, le détournement, le second degré,.
Les responsables de publication sont, pour les quatre premiers numéros, Florence Tosi, puis Serge Quadruppani à partir du numéro cinq,,,. Claude Guillon contribue à la rédaction.

## Publications
Le journal publie 13 numéros et cesse de paraître en juin 1994.
- Numéro 0 (octobre 1990)
- Numéro 1 (décembre 1990) : Pour les Fêtes - Tout doit disparaitre
- Numéro 2 (janvier 1991) : Mourir pour Disneyland ? Anéantir pour l'or noir ? Gémir pour les émirs ? S'aplatir pour le droit ? Souffrir pour le Club Med ? Frémir pour la Bourse ? S'abrutir pour IBM ? Moisir pour le SMIC ? Vieillir pour la Sécu ?
- Numéro 3 (mars 1991) : Les Horreurs de la paix. Troupes françaises hors de France
- Numéro 4 (avril 1991) : Législateurs Contrôleurs Décideurs Enquêteurs Promoteurs Éducateurs Régulateurs Directeurs - Il faut é-li-mi-ner !
- Numéro 5 (juillet 1991) : Vacances - La liberté si je veux...
- Numéro 6 (octobre 1991) : Vive le communisme ! Méfiez-vous des imitations...
- Numéro 7 (janvier 1992) : Terreur dans la rue ! La répression devient la réconciliation du droit avec lui-même. Hegel
- Numéro 8 (juin 1992) : Nous avons les moyens de vous intégrer...
- Numéro 9 (avril 1993) : La gueule de l'emploi
- Numéro 10 (été 1993) : Exclusif ! HB est vivant !
- Numéro 11 (hiver 1993-1994) : Étrangers, ne nous laissez pas seul avec les Français
- Numéro 12 (juin 1994) : Crise... Quelle crise ? - Spécial USA

#### Sources primaires
- Tous les numéros de la revue Mordicus sont désormais en ligne sur le site archivesautonomies.org.